# ツウィ
ツウィ（英: TZUYU、朝: 쯔위、繁: 子瑜、1999年〈民国88年〉6月14日 - ）は、台湾出身のアイドル。韓国のガールズグループTWICEのメンバー。JYPエンターテインメント所属。台南市東区出身。本名は、周子瑜（チョウ・ツーユィー、英: Chou Tzu-Yu、繁: 周子瑜、朝: 저우 쯔위）。

## 来歴
1999年6月14日、中華民国（台湾）台南市東区に生まれる。
2012年11月、台湾のダンス学院でJYPエンターテインメントの社員にスカウトされ、オーディションを受けてJYPエンターテインメントの練習生となる。
2015年5月5日より、Mnetで放送されたオーディション組「SIXTEEN」に出演。一度脱落するものの、視聴者投票で常に上位に君臨していたことや経験不足が考慮され、モモと共に異例の追加合格を果たした。その後10月20日に「TWICE」のメンバーとして正式にデビュー。
2016年1月、前年11月に放送された韓国のテレビ番組「マイ・リトル・テレビジョン」において、中華民国の国旗を手にして出演したところ、中国人からの批判が相次いだ。各国の政界が反応を示し、最終的には謝罪を行った。この件は民主進歩党の蔡英文候補が圧勝した台湾総統選挙に影響を与えた。
同年3月、中華民国で中学校卒業認定試験に合格。4月、韓国の韓林演芸芸術高等学校実用音楽科に特別選考枠で入学。TWICEのメンバーであるチェヨンと共に在学し、2019年2月12日に卒業した。
2024年9月6日、1stミニアルバム『abouTZU』でソロデビューを果たす。

## 人物
身長170cm、血液型はA型。TWICEでは、リードダンサーとサブボーカルを担当。メンバーカラーはブルー。グループ最年少で、唯一の台湾人メンバーである。兄が一人いる。
特技は遠くまでボールを投げること。
目と耳がスターウォーズのヨーダに似ており、またヨーグルトが好きなことから、「ヨーダ」という愛称もある。
容姿に秀でたビジュアルメンバーとして有名で、整った目鼻立ちとモデルのような長身は、「台湾の宝」と称される。
韓国ギャラップの「アイドル選好度トップ20」で2015年から2021年まで、それぞれ13位、8位、3位、2位、1位、4位、7位にランクイン。
物静かで感情が表にあまり出ないが、穏やかで愛情深い性格。SIXTEENでは性格ランキングで上位に入り、「本当に悪い言葉を使わない人」と言われていた。また、動物を好み(特に犬が好き)、SIGNALの撮影でスタッフから「そのうさぎともお別れしなきゃ」と冗談で言われた際、泣いてしまったことがある。
i-dleのシュファとは同郷台湾出身であり、親友である。

## ディスコグラフィ

### ミニアルバム
|     | タイトル               | 形態                       | 収録曲                                                                                             | サークルチャート （週間） | 売上枚数 |
| --- | ---------------------- | -------------------------- | -------------------------------------------------------------------------------------------------- | ------------------------- | -------- |
| 1st | abouTZU (2024年9月6日) | ランダムカバー・バージョン | 1. Run Away 2. Heartbreak In Heaven (feat. PENIEL) 3. Lazy Baby 4. Losing Sleep 5. One Love 6. Fly | TBA                       | TBA      |
| 1st | abouTZU (2024年9月6日) | Heaven Ver                 | 1. Run Away 2. Heartbreak In Heaven (feat. PENIEL) 3. Lazy Baby 4. Losing Sleep 5. One Love 6. Fly | TBA                       | TBA      |
| 1st | abouTZU (2024年9月6日) | Digipack Ver.              | 1. Run Away 2. Heartbreak In Heaven (feat. PENIEL) 3. Lazy Baby 4. Losing Sleep 5. One Love 6. Fly | TBA                       | TBA      |
| 1st | abouTZU (2024年9月6日) | Platform Nemo              | 1. Run Away 2. Heartbreak In Heaven (feat. PENIEL) 3. Lazy Baby 4. Losing Sleep 5. One Love 6. Fly | TBA                       | TBA      |

### 作詞
- 21:29（Feel Special、2019年）- TWICEメンバーとの共作
- Celebrate（Celebrate、2022年）- J.Y. Park "The Asiansoul"、TWICE、Co-shoとの共作
- Fly（abouTZU、2024年）

## 出演

### 広告
※単独出演
- LG U+ LTE ME APP（LGエレクトロニクス、2015年）
- LG U+ rayBeam（LGエレクトロニクス、2016年）
- Visee（コーセー、2024年）[21]

### ミュージックビデオ
※ゲスト出演
- Stop stop it (하지하지마)（GOT7、2014年）
- Only You (다른 남자 말고 너)（Miss A、2015年）
- Fire（J.Y. Park、2016年）

## 書籍
- Yes, I am Tzuyu. / 1ST PHOTOBOOK（Peach ver. / Blue ver.）（TWICE、2020年）